# غريس فوس فريدريك
غريس فوس فريدريك (بالإنجليزية: Grace Voss Frederick)‏ هي أمينة متحف أمريكية، ولدت في 3 نوفمبر 1905، وتوفيت في 16 يناير 2009.